# Sony World Photography Awards

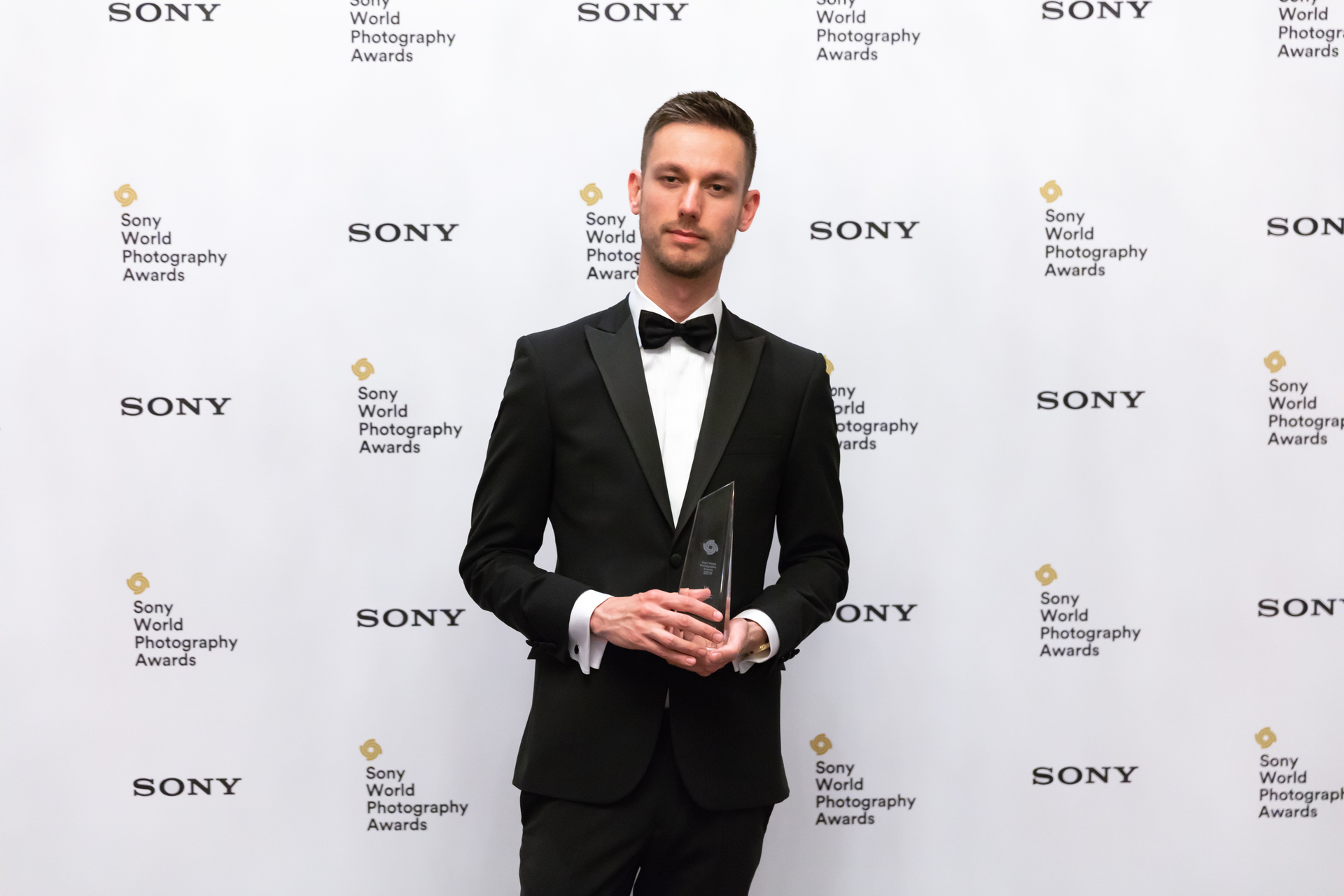
Martin Stranka, dvojnásobný vítěz Sony World Photography Awards, předávání cen, Londýn, 2019

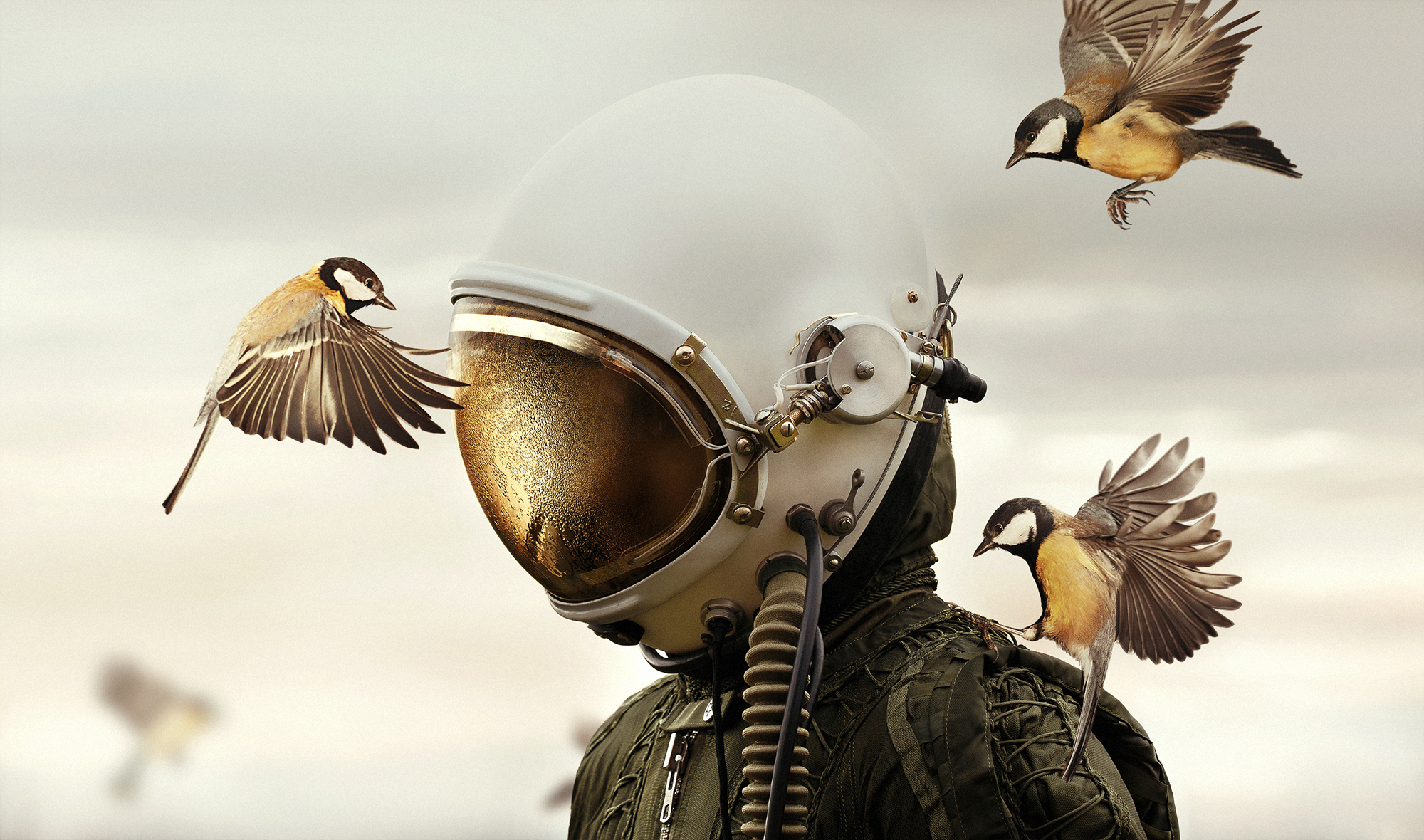
Martin Stranka: Dreamers and Warriors, 2018

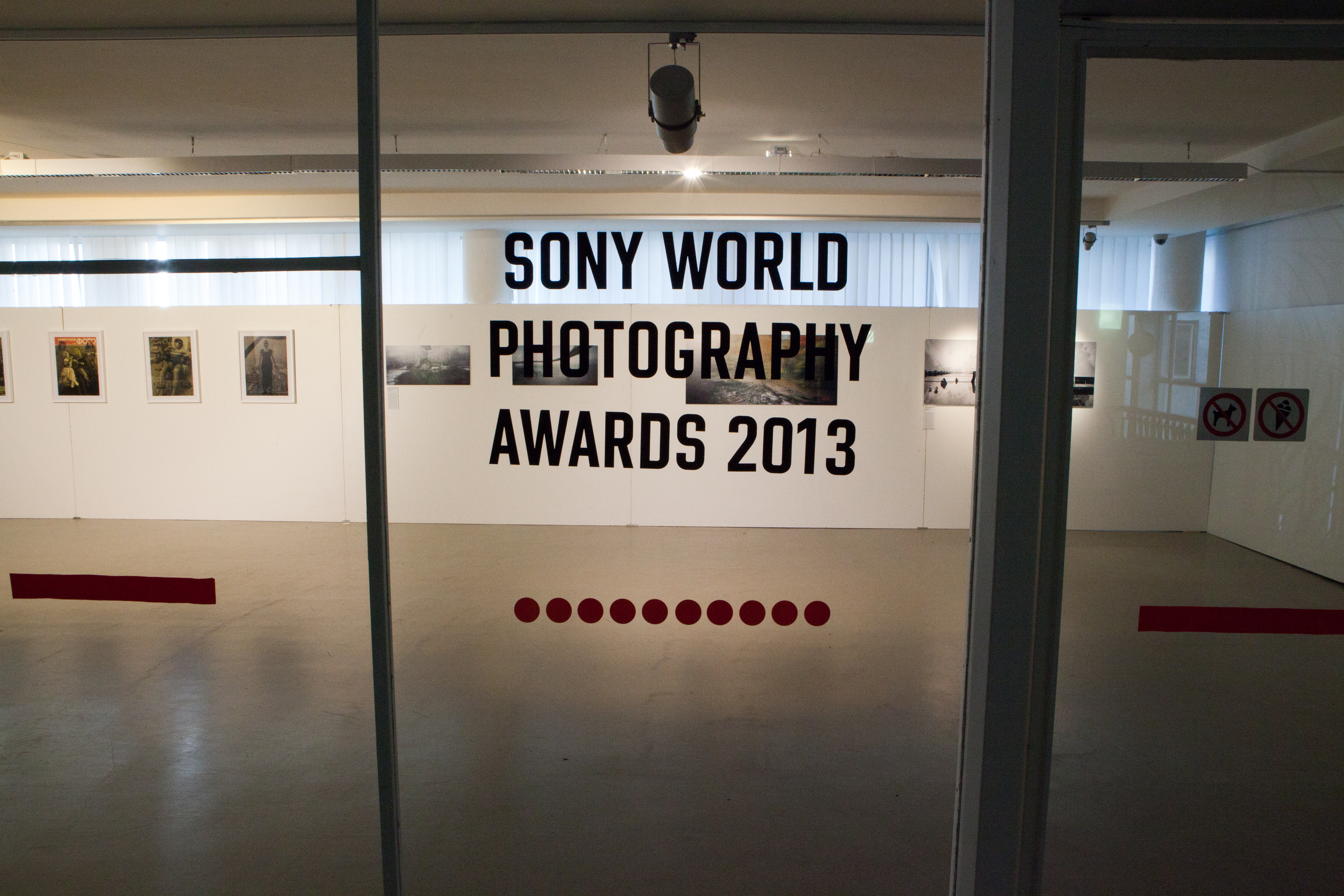
Sony World Photography Awards, Měsíc fotografie Bratislava, 2013

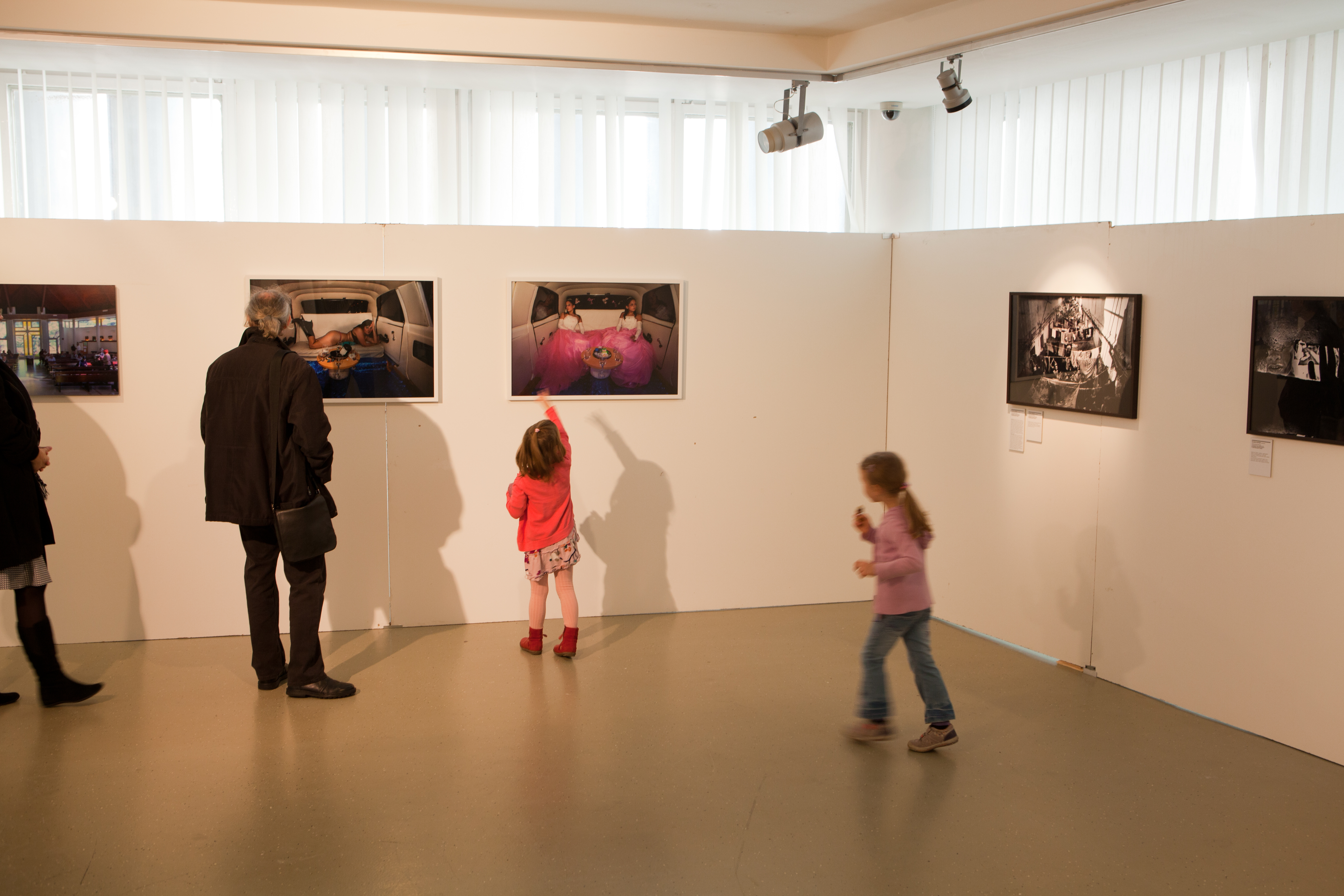
Sony World Photography Awards, Měsíc fotografie Bratislava, 2013

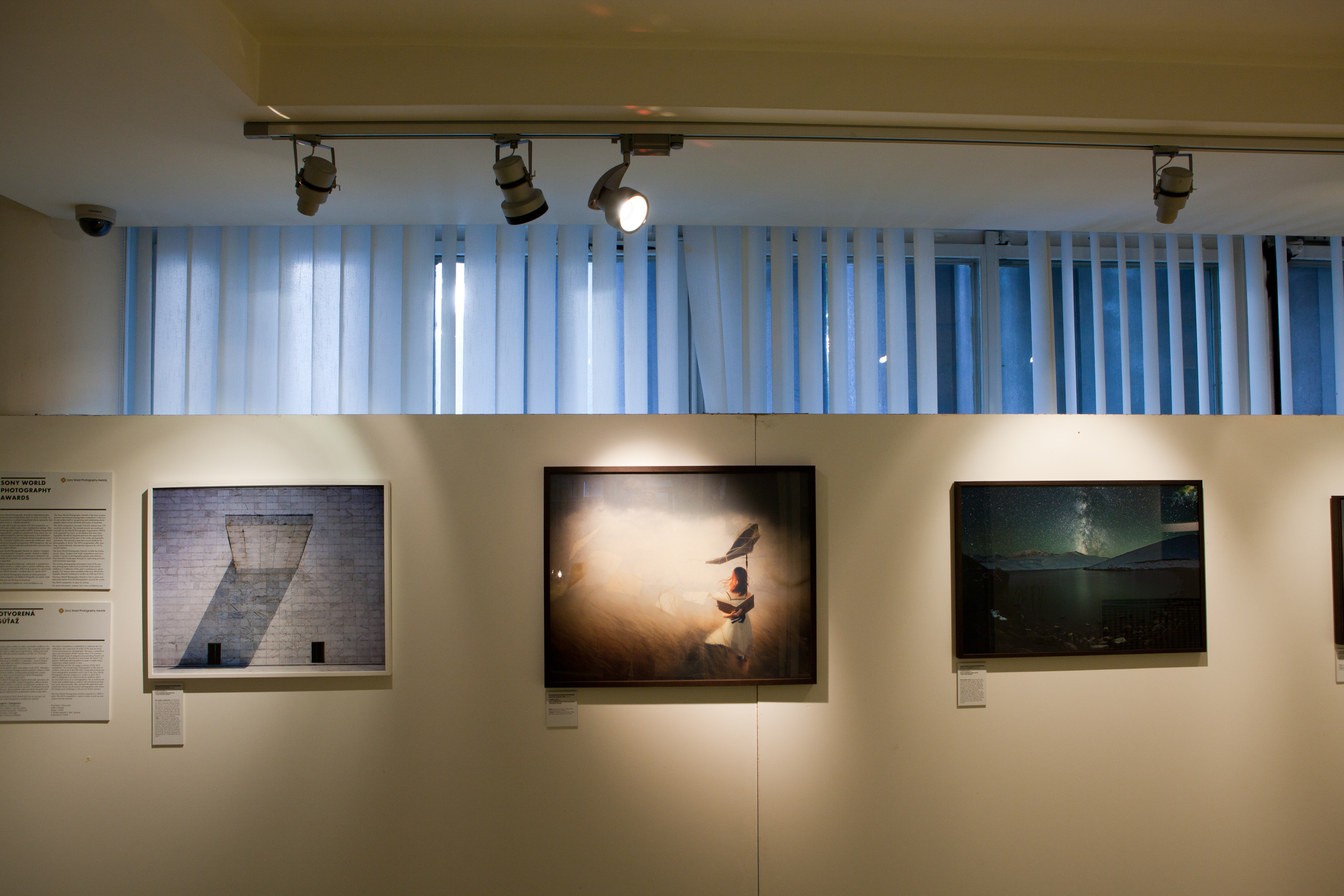
Sony World Photography Awards, Měsíc fotografie Bratislava, 2013

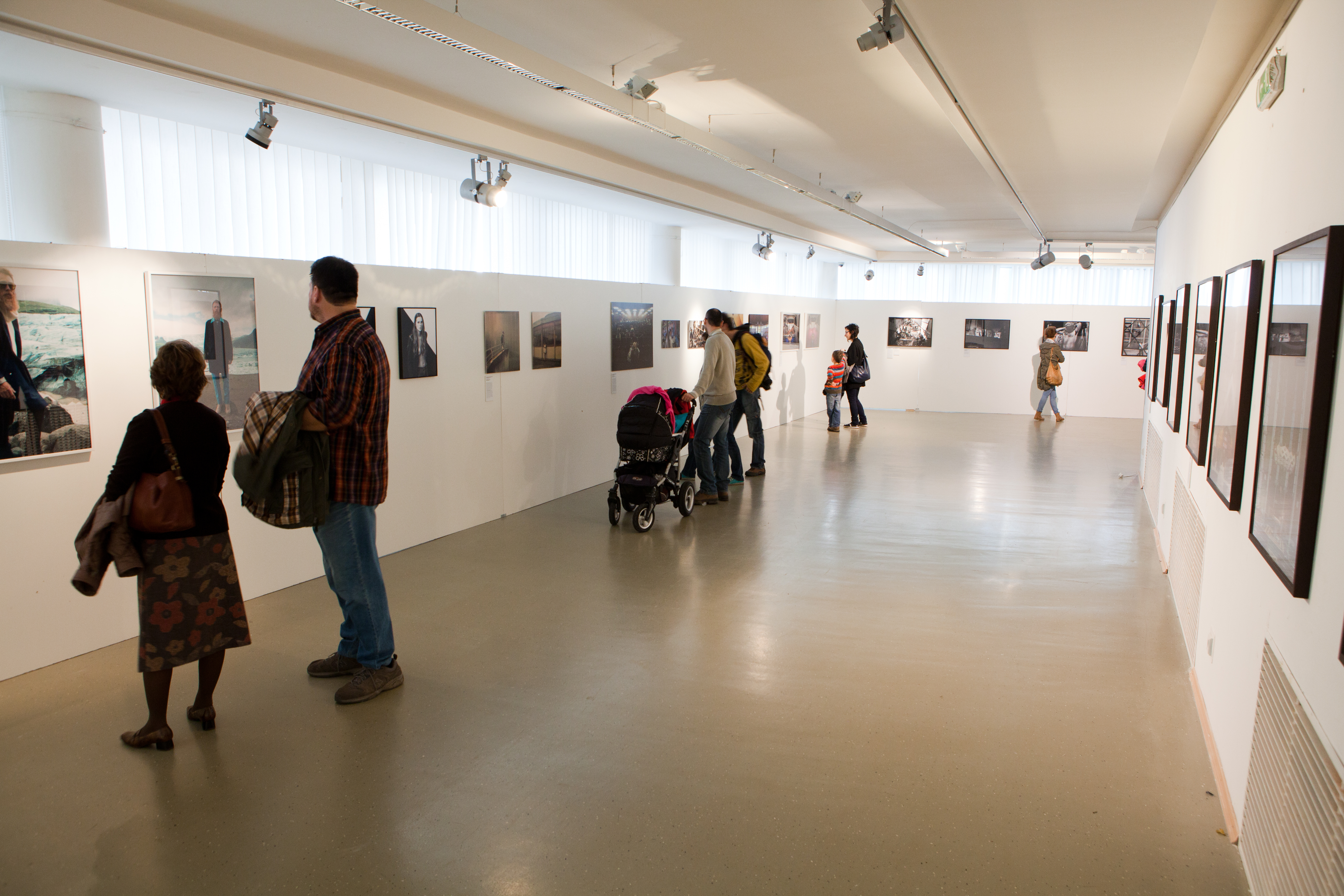
Sony World Photography Awards, Měsíc fotografie Bratislava, 2013

Sony World Photography Awards je ocenění, které od roku 2008 každoročně uděluje společnost World Photography Organisation v kategoriích Profesionál, Youth (Mládí), 3D, Student, National a Open jako uznání za mimořádné fotografie. Své jméno získala po japonském sponzoru koncernu Sony. Nejlepší díla jsou po vyhlášení vítězů vystavena v londýnské galerii Somerset House.

## Podmínky
Účast v soutěži je zdarma a je otevřena všem zájemcům volně. Kdo se však přihlásí do profesionální kategorie, už se nemůže účastnit v kategorii Open a naopak. Kdo soutěží v soutěži pro mládež, nesmí být současně v kategorii profesionálů nebo Open.

## Vítězové

### 2019
2019 National Awards' vítězs
Program National Awards probíhá v 62 zemích a snaží se rozpoznat a odměnit nejlepší místní fotografické talenty ze všech koutů světa. Oslavuje globální fotografii v nejlepším slova smyslu.
- Martin Stranka, National Awards 1. místo, Česko[1]
- Radoslav Černický, National Awards, vítěz, Slovensko[2]
- Gisela Filc, National Awards, vítěz, Argentina
- Marc Stapelberg, National Awards, vítěz, Australia
- Simon Mag. art. Bauer, National Awards, vítěz, Austria
- Md. Tofazzal Hossain, National Awards, vítěz, Bangladéš
- Jasper Lefevre, National Awards, vítěz, Belgie
- Yavor Michev, National Awards, vítěz, Bulharsko, 2019 Sony World Photography Awards
- Ketodara Yin, National Awards, vítěz, Cambodia
- Juan Herrera Zuluaga, National Awards, vítěz, Central America
- Maria Paz Morales, National Awards, vítěz, Chile
- Jasem Khlef, National Awards 1. místo, Kanada
- Jianhua Pan, National Awards 1. místo, Čína
- Juan Camilo Arias, National Awards, vítěz, Colombia
- Kozjak Boris, National Awards, vítěz, Chorvatsko
- Inger R¢nnenfelt, National Awards, vítěz, Denmark
- Anamaria Chediak, National Awards, vítěz, Ecuador
- Hendrik Mändla, National Awards, vítěz, Estonsko
- Heikki Kivijärvi, National Awards, vítěz, Finsko
- Greg Lecoeur, National Awards 1. místo, Francie
- Baerbel Brechtel, National Awards, vítěz, Germany
- Filippos Alafakis, National Awards 1. místo, Greece
- Rachel Yee Laam Lai, National Awards 1. místo, Hong Kong SAR
- Zoltán Nemes 'mettor', National Awards, vítěz, Hungary
- Joydeep Mukherjee, National Awards, vítěz, Indie
- Hardijanto Budyman, National Awards, vítěz, Indonésie
- Laura O_Flynn, National Awards, vítěz, Irsko
- Nicola Vincenzo Rinaldi, National Awards, vítěz, Itálie
- Toshio Ishido, National Awards, vítěz, Japonsko
- Master Na, National Awards, vítěz, Korea
- Mohammad Mirza, National Awards, vítěz, Kuwait
- Arvids Baranovs, National Awards, vítěz, Latvia
- Ruslan Bolgov, National Awards, vítěz, Lithuania
- Michael Chee Yen Chuan, National Awards 1. místo, Malaysia
- Victor Medina Gorosave, National Awards, vítěz, Mexico
- Kyaw Win Hlaing, National Awards, vítěz, Myanmar
- Dikpal Thapa, National Awards 1. místo, Nepal
- Arwe Art, National Awards, vítěz, Netherlands
- Todd Henry, National Awards, vítěz, New Zealand
- Svein Nordrum, National Awards 1. místo, Norway
- Pedro Jarque Krebs, National Awards 1. místo, Peru
- Paul Franzchel De Mesa, National Awards, vítěz, Philippines
- Piotr Leczkowski, National Awards, vítěz, Polsko
- Rui Caria, National Awards, vítěz, Portugal
- Abdulla AL-Mushaifri, National Awards, vítěz, Qatar
- Alex Robciuc, National Awards 1. místo, Romania
- Sergey Shcherbakov, National Awards, vítěz, Russian Federation
- Nyree Cox, National Awards, vítěz, Saudi Arabia
- Ranko Djurovic, National Awards, vítěz, Serbia
- Albert Tan Chee Hiang, National Awards, vítěz, Singapore
- Klemen Razinger, National Awards, vítěz, Slovenia
- Alfred Mahlangu , National Awards, vítěz, South Africa
- Manuel Enrique González Carmona, National Awards 1. místo, Spain
- Tharinda Jayawardana, National Awards, vítěz, Sri Lanka
- Jonas Dahlström, National Awards 1. místo, Sweden
- Samuel Monot, National Awards, vítěz, Switzerland
- Yung-sen Wu, National Awards 1. místo, Taiwan Region
- Pongskorn Eampraditphan, National Awards, 3. místo, Thailand
- Patara Mesuwan, National Awards, vítěz, Thailand
- Mehmet Aslan, National Awards, vítěz, Turkey
- Paul-Vlad Epure, National Awards, vítěz, United Arab Emirates
- Tracey Lund, National Awards 1. místo, United Kingdom

### 2013
V roce 2013 bylo do soutěže přihlášeno více než 120 000 fotografií. Z celkového počtu 63 000 v kategorii Profi-, 55 000 amatérských a asi 5 000 v oblasti mládeže.

#### Professional[4]
| Kategorie           | Místo 1 - 3                                                                                               |
| ------------------- | --- |
| Architektura        | 1. Fabrice Fouillet, Francie 2. Reinis Hofmanis, Lotyšsko 3. Christof Pluemacher, Německo                 |
| Arts & Culture      | 1. Myriam Meloni, Itálie 2. Niccolo Rastrelli, Itálie 3. Danish Siddiqui / Reuters, Indie                 |
| Campaign            | 1. Christian Åslund, Švédsko 2. Scout Tufankjian, USA 3. Spencer Murphy, Spojené království               |
| Conceptual          | 1. Roman Pyatkovka, Ukrajina 2. Florian Ruiz, Francie 3. Edurne Aguinaga, Španělsko                       |
| Contemporary Issues | 1. Valerio Bispuri/Echo Press, Itálie 2. Samuel James, USA 3. Daesung Lee/SIPA Press, Jižní Korea         |
| Current Affairs     | 1. Ilya Pitalev/RIA Novosti, Rusko 2. Paolo Pellegrin/Magnum Photos, Itálie 3. Fabio Bucciarelli, Itálie  |
| Fashion & Beauty    | 1. Klaus Thymann/Adamsky, Dánsko 2. Thierry Bouët, Francie 3. Alice Pavesi, Itálie                        |
| Landscape           | 1. Nenad Saljic, Chorvatsko 2. Regis Boileau, Francie 3. Arjen Schmitz, Nizozemsko                        |
| Lifestyle           | 1. Alice Caputo, Itálie 2. Kuni Takahashi, Japonsko 3. Fausto Podavini, Itálie                            |
| Nature & Wildlife   | 1. Satoru Kondo, Japonsko 2. Ernest Goh, Singapur 3. Hudson Garcia, Brazílie                              |
| People              | 1. Andrea Gjestvangová, Norsko 2. Balazs Gardi, Maďarsko 3. Pete Muller, USA                              |
| Portrét             | 1. Jens Juul, Dánsko                                                                                      |
| Sport               | 1. Adam Pretty/Getty Images, Austrálie 2. Ryan Pierse/Getty Images, Austrálie 3. Isabela Pacini, Brazílie |
| Still Life          | 1. Vanessa Colareta, Peru                                                                                 |
| Travel              | 1. Gali Tibbon, Izrael 2. Daniel Duart, Španělsko 3. Johannes Heuckeroth, Německo                         |

#### Další vítězové
Dne 25. dubna 2013 byli jmenováni tito vítězové:
| Wettbewerb / Titul                                                   | Vítěz                       | Dílo                                                                  |
| -------------------------------------------------------------------- | --------------------------- | --------------------------------------------------------------------- |
| L’Iris d’Or / Sony World Photography Awards Photographer of the Year | Andrea Gjestvangová, Norsko | Série One Day in History o přeživších atentátů v Norsku na Utøya 2011 |
| Open Photographer of the Year                                        | Hoang Hiep Nguyen, Vietnam  | Foto Mladá žena v bouři                                               |
| Outstanding Contribution to Photography                              | William Eggleston, USA      | Egglestonův přínos barevné fotografii                                 |
| Student Focus Photographer of the Year                               | Natalia Wiernik, Polsko     | Foto pro Akademii výtvarných umění v Krakově v Krakově                |
| Youth Photographer of the Year                                       | Alecsandra Dragoi, Rumunsko | Oslava nového roku v Rumunsku                                         |

### 2012
Vítězové za rok 2012:
- Architektura: Filippo Di Rosa (Itálie)
- Umění a kultura: Sanket K (Indie)
- Zvýrazněný obraz: Victor Vargas Villafuerte (Mexiko)
- Tlumené světlo: Natalia Belentsova (Ruská federace)
- Příroda a život v přírodě: Giovanni Frescura (Itálie)
- Panorama: Denise Worden (USA)
- Lidé: Ana Gregorič (Slovinsko)
- Úsměv: Piotr Stasiuk (Polsko)

### 2024
- - Outstanding Contribution to Photography – Sebastião Salgado[9][10]
  - Photographer of the Year – ?

## Členové jury
V roce 2013 vybírala vítězné fotografie následující skupina osobností:
| Skupina                                                                    | Jméno                | Zaměstnání                                             |
| -------------------------------------------------------------------------- | -------------------- | ------------------------------------------------------ |
| Skupina 1: Lifestyle / Fashion & Beauty / Campaign / Sport                 | Catherine Chermayeff | Director of Special Projects, Magnum Photos            |
| Skupina 1: Lifestyle / Fashion & Beauty / Campaign / Sport                 | Tim Paton            | Managing Director, Balcony Jump                        |
| Skupina 1: Lifestyle / Fashion & Beauty / Campaign / Sport                 | Brandei Estes        | Associate Director, Galerie Nelson Freeman (Francie)   |
| Skupina 2: Architektur / Conceptual / Portraiture / Still Life             | Juana de Aizpuru     | Gallery Director, Galeria Juana de Aizpuru (Španělsko) |
| Skupina 2: Architektur / Conceptual / Portraiture / Still Life             | Andrew Sanigar       | Commissioning Editor, Thames & Hudson                  |
| Skupina 2: Architektur / Conceptual / Portraiture / Still Life             | Edmund Clark         | Fotograf (Spojené království)                          |
| Skupina 3: Current Affairs / Contemporary Issues / People / Arts & Culture | Francesca Sears      | Director, Panos Profile / Panos Pictures               |
| Skupina 3: Current Affairs / Contemporary Issues / People / Arts & Culture | Chien-Chi Chang      | Fotograf (Magnum Photos, Tchaj-wan)                    |
| Skupina 3: Current Affairs / Contemporary Issues / People / Arts & Culture | Fiona Shields        | Picture editor, The Guardian                           |
| Skupina 4: Travel / Landscape / Nature & Wildlife                          | Caroline Metcalfe    | Director of Photography, Condé Nast Traveller          |
| Skupina 4: Travel / Landscape / Nature & Wildlife                          | Monica Suder         | Mezinárodní poradkyně a kouč (Německo a USA)           |
| Skupina 4: Travel / Landscape / Nature & Wildlife                          | Macduff Everton      | Fotograf (USA)                                         |